# Logan: Wolverine
Logan: Wolverine (oryg. Logan) – amerykański fantastycznonaukowy film akcji z 2017 roku na podstawie serii komiksów o superbohaterze o tym samym imieniu wydawnictwa Marvel Comics. Za reżyserię filmu odpowiadał James Mangold na podstawie scenariusza który napisał wspólnie ze Scottem Frankiem i Michaelem Greenem. Tytułową rolę zagrał Hugh Jackman, a obok niego w głównych rolach wystąpili: Patrick Stewart, Dafne Keen, Richard E. Grant, Boyd Holbrook i Stephen Merchant.
W ponurej przyszłości sędziwy Wolverine i bardzo chory Charles Xavier stają w obronie młodej mutantki o imieniu Laura przed Donaldem Pierce’em i Zanderem Rice’em.
Światowa premiera Logan: Wolverine miała miejsce 17 lutego 2017 roku podczas 67. MFF w Berlinie. W Polsce zadebiutował 3 marca tego samego roku. Film ten zarobił prawie 620 milionów dolarów przy budżecie 97 milionów i otrzymał pozytywne oceny od krytyków. Jest dziesiątą produkcją wchodzącą w skład franczyzy uniwersum filmowego osadzonego w świecie X-Men i kontynuacją spin-offów głównej serii X-Men Geneza: Wolverine z 2009 i Wolverine z 2013 roku. Jest to ostatni film z tego uniwersum, w którym Hugh Jackman wcielił się w Wolverine’a, a Patrick Stewart w Profesora X. Czarno-biała wersja filmu, zatytułowana alternatywnie Logan Noir, wyświetlana była w amerykańskich kinach od 16 maja 2017 roku. W 2020 roku swoją premierę miał ostatni film należący do franczyzy: Nowi mutanci. W 2019 roku prawa do ekranizacji powróciły do Marvel Studios, które planuje w przyszłości zintegrować postaci jako część franczyzy Filmowego Uniwersum Marvela.

## Streszczenie fabuły
W roku 2029, za sprawą wirusa stworzonego przez korporację Transigen, mutanci znajdują się na krawędzi wyginięcia. Logan, który zestarzał się i częściowo utracił zdolność regeneracji wskutek zatrucia obecnym w jego ciele adamantium, pracuje jako szofer. Wraz z Calibanem zamieszkuje opuszczoną hutę w Meksyku, gdzie opiekuje się schorowanym Charlesem Xavierem, który rok wcześniej nieumyślnie zabił kilku X-Men podczas psychicznego ataku.
Z Loganem kontaktuje się Gabriela, pielęgniarka z Transigenu, która prosi go o przetransportowanie jej i 11-letniej Laury do „Edenu” w Dakocie Północnej. Mimo początkowej niechęci, Logan przyjmuje zlecenie, jednak nazajutrz Gabriela zostaje zabita. Logan wraz z Xavierem i Laurą uciekają przed Donaldem Pierce’em, szefem ochrony Transigenu, który porywa Calibana, żeby wykorzystać jego moce do odnalezienia zbiegów. Przeglądając telefon Gabrieli, Logan dowiaduje się, że Transigen hodował dzieci wykorzystując do ich stworzenia DNA mutantów. Gabriela pomogła kilkorgu dzieciom uciec z ośrodka i przemycić je do Stanów Zjednoczonych. Logan dowiaduje się również, że Laura jest jego „córką” – mutantem stworzonym z jego DNA.
Podczas postoju w Oklahoma City Logan odkrywa, że „Eden” to miejsce pojawiające się w komiksie X-Men, który ma ze sobą Laura i zaczyna podejrzewać, że nie istnieje ono naprawdę. Wraz z Xavierem i dziewczynką zatrzymują się na noc u rodziny Munsonów, których dom zostaje następnie zaatakowany przez Pierce’a i X-24, klona Logana. Caliban, który sprowadził ludzi z Transigenu w to miejsce, popełnia samobójstwo. Xavier zostaje zabity przez X-24, a Logan i Laura uciekają. Logan postanawia zawieźć dziewczynkę w miejsce, w którym ma znajdować się „Eden” chcąc jej udowodnić, że to miejsce jest jedynie wytworem wyobraźni autorów komiksu. Okazuje się jednak, że istnieje ono naprawdę i jest punktem zbornym dla dzieci uratowanych przez Gabrielę i pozostałe pielęgniarki, skąd mają wyruszyć w kierunku granicy z Kanadą, która zapewniła im azyl. Przed przekroczeniem granicy mutanci zostają zaatakowani przez Pierce’a i siły Transigenu. Logan broniąc młodych mutantów ginie z rąk X-24, zanim ten zostaje zabity przez Laurę. Dzieci chowają Logana i przekraczają granicę.

## Obsada
| Polski dubbing |
| • Krzysztof Banaszyk jako James „Logan” Howlett / Wolverine • Olgierd Łukaszewicz jako Charles Xavier / Profesor X • Sławomir Grzymkowski jako Zander Rice • Maksymilian Rogacki jako Donald Pierce • Maciej Wierzbicki jako Caliban • Zuzanna Jaźwińska jako Laura Kinney / X-23 |

- Hugh Jackman jako James „Logan” Howlett / Wolverine, mutant posiadający szpony w rękach, wyostrzone zmysły oraz umiejętność regeneracji. W wyniku eksperymentu jego szkielet, w tym również szpony, został pokryty niezniszczalnym adamantium[8].
- Patrick Stewart jako Charles Xavier / Profesor X, mutant, który posiada zdolność telepatii, pacyfista[9].
- Richard E. Grant jako Zander Rice, naukowiec projektu „Transigen”[10].
- Boyd Holbrook jako Donald Pierce, szef ochrony projektu „Transigen” i lider grupy najemników zwanych „Reavers”[10].
- Stephen Merchant jako Caliban, mutant, który posiada zdolność wyczuwania innych mutantów; pomaga Loganowi przy opiece nad Xavierem[11].
- Dafne Keen jako Laura Kinney / X-23, młoda mutantka ze zdolnościami podobnymi do Logana, która okazuje się być jego biologicznym dzieckiem[12].

W filmie wystąpili również: Elizabeth Rodriguez jako Gabriela Lopez, naukowiec projektu „Transigen” i opiekunka Kinney; Eriq La Salle i Elise Neal jako małżeństwo Willa i Kathryn Munsonów oraz Quincy Fause jako Nate Munson, ich syn – rodzina farmerów, która pomogła Loganowi i Xavierowi oraz Doris Morgado jako Maria. Najemników grupy „Reavers” zagrali: David Kallaway jako Danny Rhodes i Krzysztof Soszyński jako Mohawk. W rolach dzieci stworzonych w wyniku eksperymentów przez Rice’a wystąpili: Jason Genao jako Julio Richter / Rictor, który potrafi manipulować energią sejsmiczną i Alison Fernandez jako Delilah, która może zamrażać oddechem.

## Produkcja

### Rozwój projektu

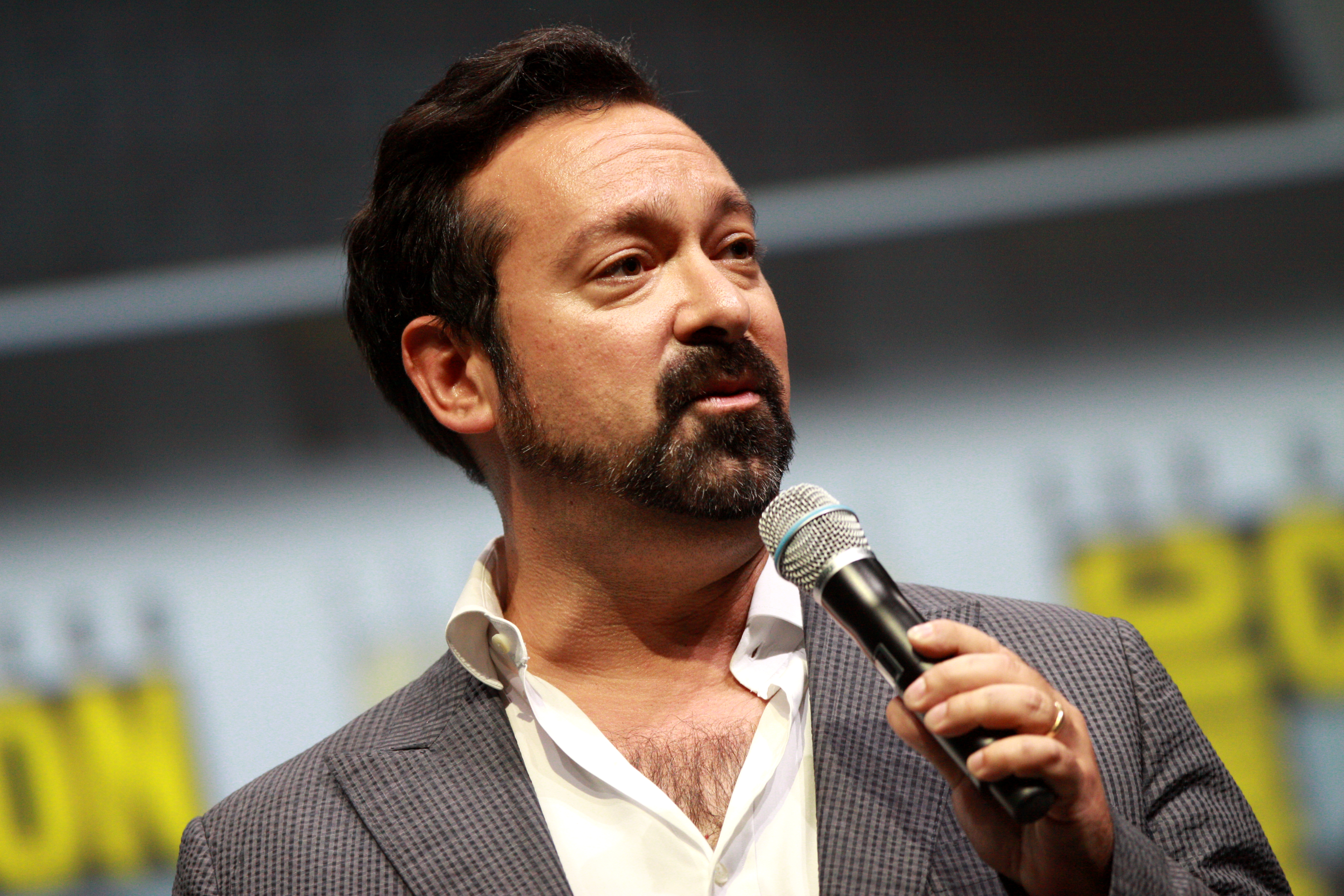
James Mangold, reżyser filmu

W październiku 2013 roku 20th Century Fox rozpoczęło negocjacje z Jamesem Mangoldem w sprawie stanowiska reżysera filmu. Poinformowano również, że Lauren Shuler Donner będzie odpowiedzialna za produkcję. W marcu 2014 roku zatrudniono Davida Jamesa Kelly’ego do napisania scenariusza, a w kwietniu tego samego roku dołączył do niego Michael Green. We wrześniu 2015 roku poinformowano, że film będzie inspirowany komiksem Old Man Logan. W kwietniu 2016 roku Simon Kinberg poinformował, że akcja filmu będzie osadzona w przyszłości. Na początku października 2016 roku ujawniono, że film będzie zatytułowany Logan.

### Casting
W marcu 2014 roku potwierdzono, że Hugh Jackman ponownie wcieli się w Wolverine’a. W lutym 2015 roku aktor wyjawił, że chciałby grać tę postać do końca życia, natomiast pod koniec marca tego samego roku poinformował za pośrednictwem mediów społecznościowych, że po raz ostatni zagra ją w tym filmie. W lutym 2015 roku Patrick Stewart potwierdził swój udział jako Charles Xavier. W lutym 2016 roku Liev Schreiber rozpoczął negocjacje dotyczące jego powrotu do roli Victora Creeda z filmu X-Men Geneza: Wolverine. W kwietniu 2016 roku do obsady dołączyli: Boyd Holbrook, Richard E. Grant i Stephen Merchant, a miesiąc później Eriq La Salle, Elise Neal i Elizabeth Rodriguez.

### Zdjęcia i postprodukcja
Zdjęcia do filmu rozpoczęły się 2 maja 2016 roku w Nowym Orleanie pod roboczym tytułem Juarez. Zrealizowano je również w innych miejscach stanu Luizjana, między innymi w Amite City, Ferriday i Sicily Island, a także w Natchez w stanie Missisipi i Rio Rancho w stanie Nowy Meksyk. Film ponadto kręcono w Big Easy Studios zlokalizowanych w ośrodku NASA – Michoud Assembly Facility. Prace na planie zakończyły się w połowie sierpnia tego samego roku. Za zdjęcia odpowiadał John Mathieson, scenografią zajął się François Audouy, a kostiumy zaprojektował Daniel Orlandi.
Montażem zajęli się Michael McCusker i Dirk Westervelt. Efekty specjalne przygotowały studia: Image Engine, Rising Sun Pictures i Soho VFX, a odpowiadał za nie Chas Jarrett.

## Muzyka
W lipcu 2016 roku poinformowano, że Cliff Martinez skomponuje muzykę do filmu. Kilka miesięcy później, w grudniu tego samego roku, ujawniono, że zastąpił go Marco Beltrami, który stworzył muzykę między innymi do poprzedniej części. Album Logan (Original Motion Picture Soundtrack) został wydany 31 marca 2017 roku przez Lakeshore Records.
| Logan (Original Motion Picture Soundtrack) – 2017 | Logan (Original Motion Picture Soundtrack) – 2017 | Logan (Original Motion Picture Soundtrack) – 2017 | Logan (Original Motion Picture Soundtrack) – 2017 |
| Nr                                                | Tytuł utworu                                      | Autor                                             | Długość                                           |
| ------------------------------------------------- | ------------------------------------------------- | ------------------------------------------------- | ------------------------------------------------- |
| 1.                                                | „Main Titles”                                     | M. Beltrami                                       | 2:21                                              |
| 2.                                                | „Laura”                                           | M. Beltrami                                       | 2:24                                              |
| 3.                                                | „The Grim Reavers”                                | M. Beltrami                                       | 1:32                                              |
| 4.                                                | „Old Man Logan”                                   | M. Beltrami                                       | 2:45                                              |
| 5.                                                | „Alternate Route to Mexico”                       | M. Beltrami                                       | 1:23                                              |
| 6.                                                | „That’s Not a Choo-Choo”                          | M. Beltrami                                       | 2:13                                              |
| 7.                                                | „X-24”                                            | M. Beltrami                                       | 2:46                                              |
| 8.                                                | „El Limo-nator”                                   | M. Beltrami                                       | 1:38                                              |
| 9.                                                | „Gabriella’s Video”                               | M. Beltrami                                       | 2:36                                              |
| 10.                                               | „To the Cemetery”                                 | M. Beltrami                                       | 0:55                                              |
| 11.                                               | „Goodnight Moon”                                  | M. Beltrami                                       | 1:55                                              |
| 12.                                               | „Farm Aid”                                        | M. Beltrami                                       | 3:11                                              |
| 13.                                               | „Feral Tween”                                     | M. Beltrami                                       | 3:34                                              |
| 14.                                               | „Driving to Mexico”                               | M. Beltrami                                       | 1:42                                              |
| 15.                                               | „You Can’t Break the Mould”                       | M. Beltrami                                       | 1:07                                              |
| 16.                                               | „Up to Eden”                                      | M. Beltrami                                       | 1:51                                              |
| 17.                                               | „Beyond the Hills”                                | M. Beltrami                                       | 2:09                                              |
| 18.                                               | „Into the Woods”                                  | M. Beltrami                                       | 3:09                                              |
| 19.                                               | „Forest Fight”                                    | M. Beltrami                                       | 2:30                                              |
| 20.                                               | „Logan vs. X-24”                                  | M. Beltrami                                       | 4:13                                              |
| 21.                                               | „Don’t Be What They Made You”                     | M. Beltrami                                       | 2:04                                              |
| 22.                                               | „Eternum / Laura’s Theme”                         | M. Beltrami                                       | 3:35                                              |
| 23.                                               | „Logan’s Limo”                                    | M. Beltrami                                       | 2:32                                              |
| 24.                                               | „Loco Logan”                                      | M. Beltrami                                       | 1:20                                              |
| 25.                                               | „Logan Drives”                                    | M. Beltrami                                       | 2:08                                              |
|                                                   |                                                   |                                                   | 57:33                                             |

## Wydanie

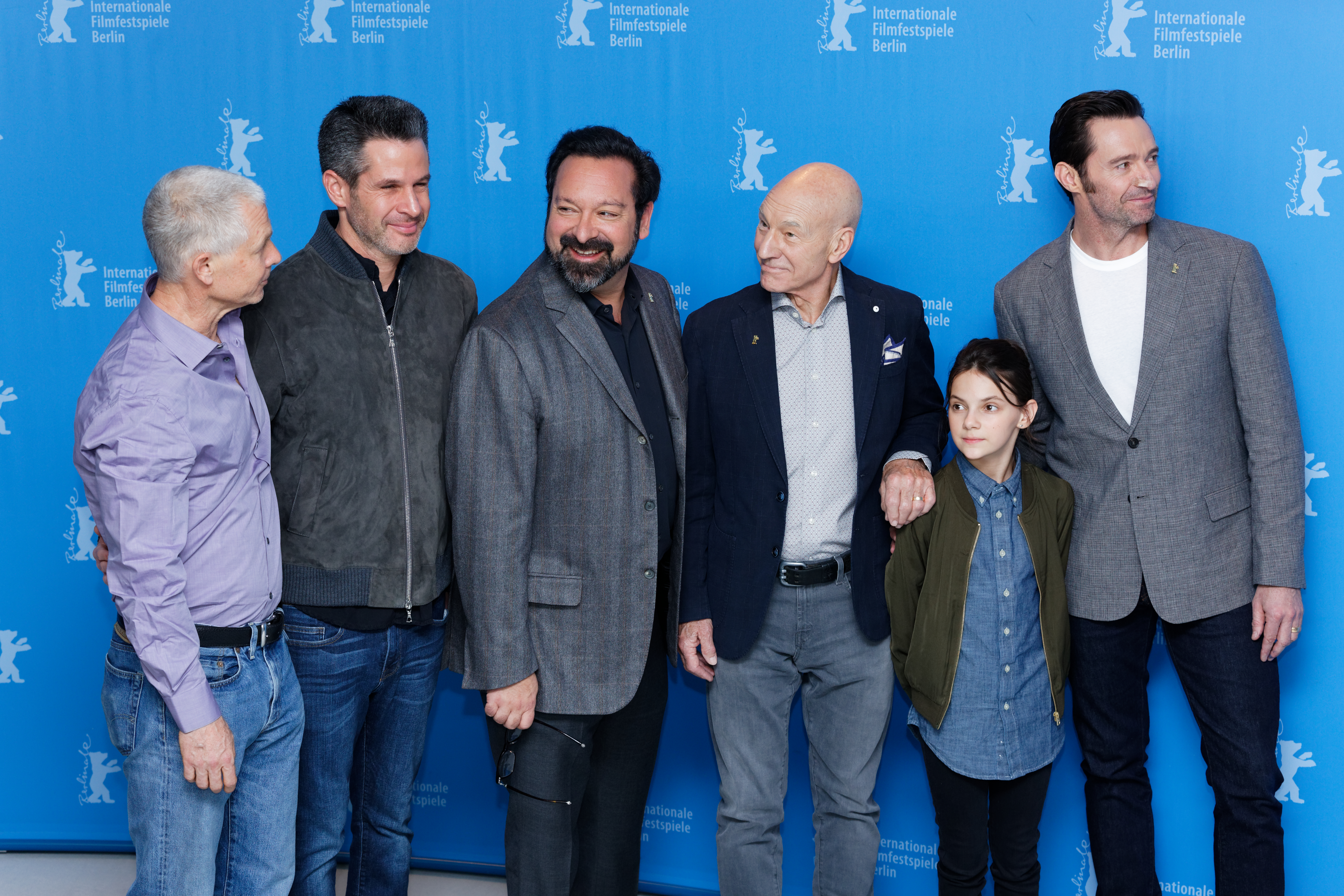
Obsada i twórcy podczas 67. MFF w Berlinie

Światowa premiera filmu Logan: Wolverine odbyła się 17 lutego 2017 roku podczas 67. Międzynarodowego Festiwalu Filmowego w Berlinie. Dla szerszej publiczności w Stanach Zjednoczonych i w Polsce zadebiutował on 3 marca tego samego roku.
Logan Noir
28 kwietnia 2017 roku James Mangold poinformował, że od 16 maja 2017 roku w amerykańskich kinach zostanie wyświetlona czarno-biała wersja filmu, zatytułowana alternatywnie Logan Noir.

## Odbiór

### Box office
3 marca 2017 roku film zadebiutował w 81 krajach. W weekend otwarcia zajął pierwsze miejsce we wszystkich poza Turcją, gdzie przegrał z lokalną komedią Recep İvedik 5. W ciągu pierwszego weekendu film zarobił 237,9 milionów dolarów, a w Stanach Zjednoczonych okazał się być najlepszym otwarciem 20th Century Fox od czasu Deadpoola.
Logan: Wolverine przy budżecie 97 milionów dolarów zarobił prawie 620 milionów, z czego prawie 230 milionów w Stanach Zjednoczonych i Kanadzie oraz prawie 2,3 miliona w Polsce.

### Krytyka w mediach
Film spotkał się z pozytywną reakcją krytyków. W serwisie Rotten Tomatoes 94% z 427 recenzji uznano za pozytywne, a średnia ocen wystawionych na ich podstawie wyniosła 8/10. Na portalu Metacritic średnia ważona ocen z 51 recenzji wyniosła 77 punktów na 100. Natomiast według serwisu CinemaScore, zajmującego się mierzeniem atrakcyjności filmów w Stanach Zjednoczonych, publiczność przyznała mu ocenę A- w skali od F do A+.
Scott Collura z IGN przyznał ocenę 9,7/10 i napisał, że jest to „emocjonalny, ciężki film, ale także podnoszący na duchu, który przypomina nam, że można walczyć o coś więcej, coś lepszego” oraz „być może jest to najlepszy film z serii X-Men”. Chris Nashawaty z Entertainment Weekly ocenił film na B- i stwierdził, że jest to „zarówno najbardziej brutalny film z serii, jak i najbardziej sentymentalny. Kiedy nie zalewa cię krwią, próbuje sprawić, że wylewasz łzy”. Amy Nicholson z MTV napisała: „fenomenalny film o superbohaterach z podrzynaniem gardła i dźganiem w brzuch”. Michael Phillips z Chicago Tribune przyznał ocenę 2 na 4 i stwierdził, że: „Logan jest śmiertelnie poważny i chociaż jego szaleństwo zabijania w stylu gracza ma być ekscytująco brutalne, uznałem je za odrętwiałe”.
Piotr Jankowski z portalu Filmweb przyznał ocenę 9 na 10 i napisał: „Logan to petarda kina rozrywkowego ostatnich lat. Sprawnie łączy on w sobie dramat sci-fi i męski film akcji. James Mangold zachował umiar – nie uczynił filmu ani infantylną sieczką, ani boleśnie prostym i nudnym obrazem. Reżyser zaserwował nam obraz zadowalający pod każdym względem i prawdopodobnie jedno z najlepszych dzieł w tej tematyce.”. Krzysztof Pielaszek z IGN Polska stwierdził, że „Logan: Wolverine to film w pewnym sensie bezprecedensowy. Rzadko bowiem zdarza się, abyśmy mieli okazję pożegnać w kinie postać odgrywaną przez jednego aktora przez aż 17 lat.”. Marcin Zwierzchowski z tygodnika Polityka napisał: „Fani będą zadowoleni, bo dostają najlepszy film z Wolverinem w historii. Do kina wybrać mogą się jednak i osoby od kina komiksowego stroniące, bo Logan to opowieść do tego świata tylko nawiązująca, uniwersalna jednak i przejmująca, niezależnie od tego, czy wie się, kim byli X-Men, czy nie.”. Radosław Czyż z Gazety Wyborczej stwierdził, że „To przepełniony akcją dramat, western i film drogi, gdzie stary, zgorzkniały bohater zmierzy się ze swoją największą słabością – emocjami.”.

### Nagrody i nominacje
| Rok  | Ceremonia                                     | Kategoria                                          | Nominacja                                 | Rezultat  | Przypis       |
| ---- | --------------------------------------------- | -------------------------------------------------- | ----------------------------------------- | --------- | ------------- |
| 2017 | MTV Movie & TV Awards                         | Najlepszy film                                     | Logan: Wolverine                          | Nominacja | [ 58 ]        |
| 2017 | MTV Movie & TV Awards                         | Najlepszy aktor filmowy                            | Hugh Jackman                              | Nominacja | [ 58 ]        |
| 2017 | MTV Movie & TV Awards                         | Najlepszy duet                                     | Dafne Keen, Hugh Jackman                  | Wygrana   | [ 58 ]        |
| 2017 | Teen Choice Awards                            | Ulubiony film akcji                                | Logan: Wolverine                          | Nominacja | [ 59 ]        |
| 2017 | Teen Choice Awards                            | Ulubiony aktor filmu akcji                         | Hugh Jackman                              | Nominacja | [ 59 ]        |
| 2017 | Dragon Awards                                 | Najlepszy film science fiction / fanatsy           | Logan: Wolverine                          | Nominacja | [ 60 ]        |
| 2017 | Detroit Film Critics Society                  | Najlepszy aktor drugoplanowy                       | Patrick Stewart                           | Nominacja | [ 61 ]        |
| 2017 | Washington D.C. Area Film Critics Association | Najlepszy występ młodego aktora / aktorki          | Dafne Keen                                | Nominacja | [ 62 ]        |
| 2017 | Chicago Film Critics Association              | Najlepszy scenariusz adaptowany                    | Scott Frank, James Mangold, Michael Green | Nominacja | [ 63 ]        |
| 2017 | Chicago Film Critics Association              | Najbardziej obiecujący aktora / aktorki            | Dafne Keen                                | Nominacja | [ 63 ]        |
| 2017 | Seattle Film Critics Society                  | Najlepszy film                                     | Logan: Wolverine                          | Nominacja | [ 64 ]        |
| 2017 | Seattle Film Critics Society                  | Najlepszy aktor drugoplanowy                       | Patrick Stewart                           | Nominacja | [ 64 ]        |
| 2017 | Seattle Film Critics Society                  | Najlepszy występ młodego aktora / aktorki          | Dafne Keen                                | Nominacja | [ 64 ]        |
| 2017 | IGN Awards                                    | Najlepszy film                                     | Logan: Wolverine                          | Nominacja | [ 65 ]        |
| 2017 | IGN Awards                                    | Najlepszy film akcji                               | Logan: Wolverine                          | Wygrana   | [ 65 ]        |
| 2017 | IGN Awards                                    | Najlepsza główna rola w filmie                     | Hugh Jackman                              | Nominacja | [ 65 ]        |
| 2017 | IGN Awards                                    | Najlepsza drugoplanowa rola w filmie               | Patrick Stewart                           | Wygrana   | [ 65 ]        |
| 2017 | IGN Awards                                    | Najlepsza drugoplanowa rola w filmie               | Dafne Keen                                | Nominacja | [ 65 ]        |
| 2017 | Online Film Critics Society Awards            | Najlepszy aktor drugoplanowy                       | Patrick Stewart                           | Nominacja | [ 66 ]        |
| 2018 | London Critics Circle Film Awards             | Najlepszy brytyjski lub irlandzki młody aktor roku | Dafne Keen                                | Nominacja | [ 67 ]        |
| 2018 | Houston Film Critics Society                  | Najlepszy film                                     | Logan: Wolverine                          | Nominacja | [ 68 ]        |
| 2018 | Houston Film Critics Society                  | Najlepszy aktor drugoplanowy                       | Patrick Stewart                           | Nominacja | [ 68 ]        |
| 2018 | Houston Film Critics Society                  | Najlepszy aktorka drugoplanowa                     | Dafne Keen                                | Nominacja | [ 68 ]        |
| 2018 | Critics’ Choice Movie Awards                  | Najlepszy film                                     | Logan: Wolverine                          | Nominacja | [ 69 ]        |
| 2018 | Critics’ Choice Movie Awards                  | Najlepszy aktor drugoplanowy                       | Patrick Stewart                           | Nominacja | [ 69 ]        |
| 2018 | Critics’ Choice Movie Awards                  | Najlepszy młody aktor / aktorka                    | Dafne Keen                                | Nominacja | [ 69 ]        |
| 2018 | Amerykańska Gildia Aktorów Filmowych          | Najlepszy zespół kaskaderski w filmie              | Logan: Wolverine                          | Nominacja | [ 70 ]        |
| 2018 | Amerykańska Gildia Scenografów                | Najlepsza scenografia w filmie współczesnym        | François Audouy                           | Wygrana   | [ 71 ]        |
| 2018 | Amerykańska Gildia Scenarzystów               | Najlepszy scenariusz adaptowany                    | James Mangold, Michael Green, Scott Frank | Nominacja | [ 72 ]        |
| 2018 | Satellite Awards                              | Najlepszy dźwięk                                   | Logan: Wolverine                          | Nominacja | [ 73 ]        |
| 2018 | Nagroda Akademii Filmowej                     | Najlepszy scenariusz adaptowany                    | James Mangold, Michael Green, Scott Frank | Nominacja | [ 74 ]        |
| 2018 | Empire Awards                                 | Najlepszy aktor                                    | Hugh Jackman                              | Wygrana   | [ 75 ]        |
| 2018 | Empire Awards                                 | Najlepszy kobiecy debiut aktorski                  | Dafne Keen                                | Wygrana   | [ 75 ]        |
| 2018 | Empire Awards                                 | Najlepszy film science fiction / fanatsy           | Logan: Wolverine                          | Nominacja | [ 75 ]        |
| 2018 | Saturn Awards                                 | Najlepsza adaptacja komiksu                        | Logan: Wolverine                          | Nominacja | [ 76 ] [ 77 ] |
| 2018 | Saturn Awards                                 | Najlepszy aktor                                    | Hugh Jackman                              | Nominacja | [ 76 ] [ 77 ] |
| 2018 | Saturn Awards                                 | Najlepszy aktor drugoplanowy                       | Patrick Stewart                           | Wygrana   | [ 76 ] [ 77 ] |
| 2018 | Saturn Awards                                 | Najlepsza kreacja młodego aktora lub aktorki       | Dafne Keen                                | Nominacja | [ 76 ] [ 77 ] |
| 2018 | Saturn Awards                                 | Najlepszy scenariusz                               | James Mangold, Michael Green, Scott Frank | Nominacja | [ 76 ] [ 77 ] |
| 2018 | Saturn Awards                                 | Najlepszy montaż                                   | Dirk Westervelt, Michael McCusker         | Nominacja | [ 76 ] [ 77 ] |

## Anulowany spin-off i reboot Filmowego Uniwersum Marvela
W październiku 2017 roku poinformowano, że James Mangold rozpoczął prace nad scenariuszem do spin-offu wstępnie zatytułowanego Laura. Fabuła miała się koncentrować wokół dalszej historii Laury Kinney / X-23. W 2019 roku The Walt Disney Company sfinalizował transakcję zakupu 21st Century Fox, wskutek czego wszystkie filmy 20th Century Fox związane z franczyzą filmową o X-Menach zostały anulowane, a Marvel Studios przejęło kontrolę nad postaciami. Prezes Disneya, Robert Iger, poinformował, że postać Wolverine’a zostanie włączona do Filmowego Uniwersum Marvela.
W 2020 roku premierę miał ostatni film franczyzy filmowej o X-Menach, samodzielny spin-off, Nowi mutanci.